# Porzeczka skalna

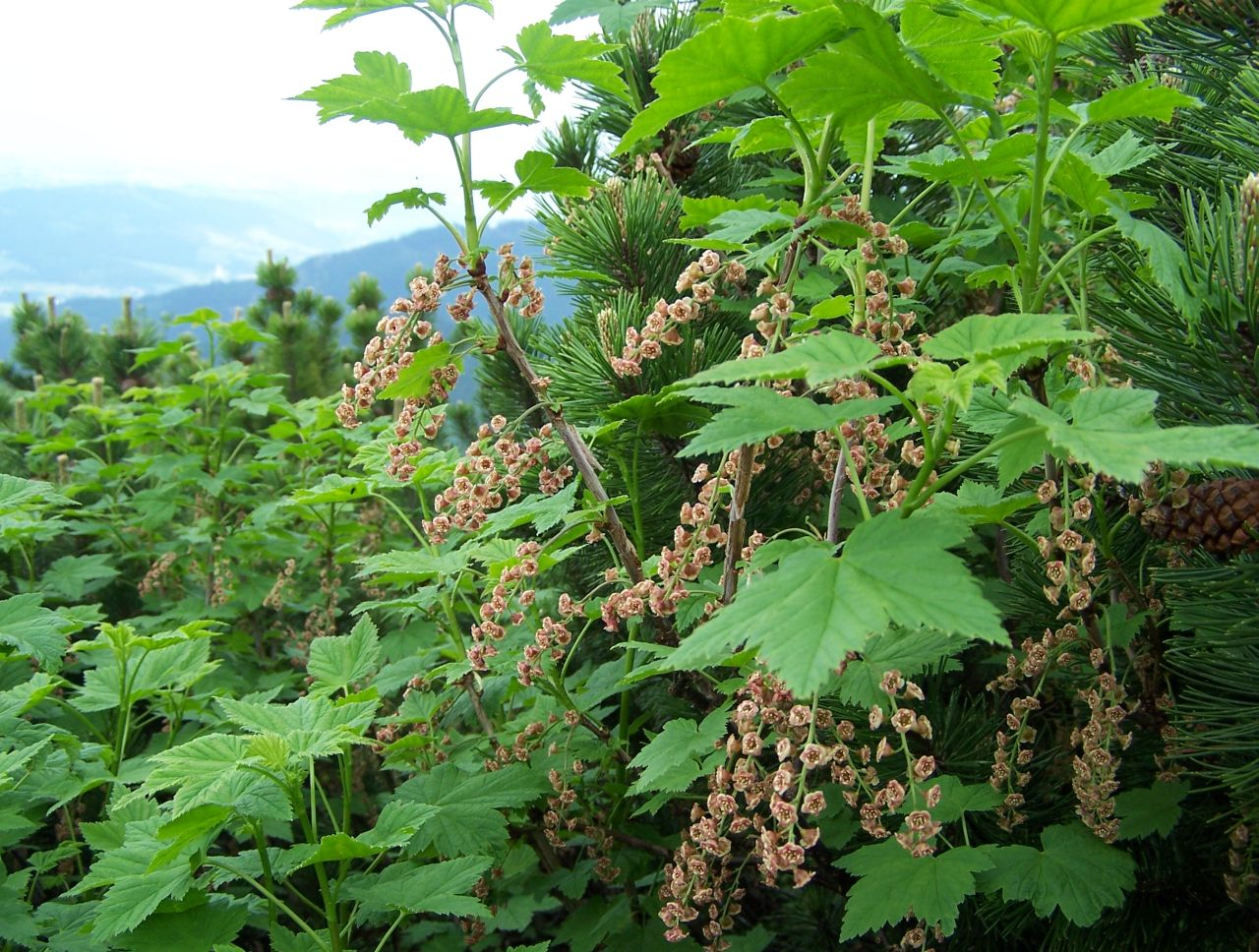
Pokrój

Porzeczka skalna (Ribes petraeum) – gatunek rośliny należący do rodziny agrestowatych (Grossulariaceae). Dziko występuje (bardzo rzadko) w Europie Środkowej oraz na części obszaru Azji. W Polsce wyłącznie w górach; w Sudetach i Karpatach.

## Morfologia
PokrójKrzew o wzniesionych, wyprostowanych pędach, osiągający wysokość do 2 m.
ŁodygaStosunkowo cienkie pędy o brunatnym zabarwieniu. Młode gałązki nagie.
LiściePojedyncze, ciemnozielone liście, 3 – 5 klapowe, o ostrych klapach, o szerokości 7-15 cm, bez pachnących gruczołów, na brzegu orzęsione. Liście o ogonkach dłuższych od blaszki, o blaszce podwójnie ząbkowanej, spodem nagie, lub tylko delikatnie omszone na nerwach. Ulistnienie skrętoległe.
KwiatyZebrane w niezbyt gęste, zwieszone grona na pędach dwuletnich lub starszych (wierzchołkowe jednoroczne pędy nie wytwarzają kwiatów). Szypułki grona bez gruczołów, znacznie dłuższe od przysadek, które mają długość 1-2 mm. Kwiaty obupłciowe, o szerokości 4-5 mm, różowej barwy. Dno kwiatowe dzbaneczkowate, działki rozchylone, wyraźnie i gęsto orzęsione. Szyjka słupka stożkowato rozszerzona w nasadzie.
OwocCzerwony i kwaśny.

## Biologia i ekologia
- Rozwój: Roślina wieloletnia, nanofanerofit. Kwitnie od kwietnia do maja, owoce dojrzewają od lipca.
- Siedlisko: roślina górska, występująca głównie w piętrze kosówki. Wraz z kosodrzewiną i górską odmianą jarzębiny tworzy zespół roślinności Pineto mugo carpaticum (karpackie zarośla kosodrzewiny)[4]. Na swoich naturalnych stanowiskach jest reliktem glacjalnym.
- W klasyfikacji zbiorowisk roślinnych gatunek charakterystyczny dla klasy (Cl.) Pado-Sorbetum i podklasy (SAll.) Rhododendro-Vaccinienion.
- Liczba chromosomów 2n= 16.

## Zastosowanie
Mieszańce z innymi gatunkami są uprawiane jako odmiany porzeczki czerwonej.